# Austrocarabodes albidus
Austrocarabodes albidus är en kvalsterart som först beskrevs av Balogh 1961.  Austrocarabodes albidus ingår i släktet Austrocarabodes och familjen Carabodidae. Inga underarter finns listade.